# Editorial Esencia
Esencia es una editorial perteneciente al Grupo Planeta que fue creada en 2007, debido al incremento de la demanda de literatura romántica. En la actualidad, el sello está dirigido por Laura Falcó Lara.
La editorial está dedicada principalmente a la publicación de novelas románticas, especialmente las de regencia, medieval y highlanders, y al chick lit tanto en ficción como en no ficción. Entre sus principales autoras de romántica tiene a Nicole Jordan, Barbara Taylor Bradford o Nora Roberts. En chick lit su autora más destacada es Candance Bushnell, especialmente conocida tras el éxito de la serie televisiva basada en su libro Sexo en la ciudad.
Esencia se diferencia del resto del mercado de romántica por su firme apuesta por autoras españolas.

## Autoras más emblemáticos
- Nicole Jordan
- Barbara Taylor Bradford
- Nora Roberts
- Laura Lee Gurke
- Lori Foster
- Connie Mason
- Julia London
- Kathryn Smith
- Kresley Cole
- Particia Cabot
- Candance Bushnell

## Autoras españolas
- Anna Casanovas (también como Emma Cadwell)
- Rebeca Rus
- Mariam Lavilla
- Arlette Geneve
- Nieves Hidalgo
- Monica Peñalver
- Marta del Riego Anta

## Colecciones
- Romántica
- Chick Lit
- Chick Lit no Ficción

## Otras referencias
- artículo en 5 días
- artículo El País
- artículo en mix.fresqui.com (enlace roto disponible en Internet Archive; véase el historial, la primera versión y la última).
- artículo Romantic@s (enlace roto disponible en Internet Archive; véase el historial, la primera versión y la última).
- artículo ocio joven (enlace roto disponible en Internet Archive; véase el historial, la primera versión y la última).
- artículo en terra
- Esencia en Grupo Planeta
- artículo en el rincón romántico
- artículo en Mujer Hoy
- últimas publicaciones de Esencia en Noche en Almack's (en español y multiidioma)

- Datos: Q5796975